# Eder Ruales
Eder Ruales (Ipiales, Nariño, Colombia; 3 de enero de 1990) es un futbolista colombiano.

## Trayectoria
Debutó con el Deportivo Pasto, el 5 de noviembre de 2006 frente a Atlético Bucaramanga entrando al minuto 83 por Hugo Pablo Centurión, manteniéndose luego regularmente como uno de los jugadores convocados hasta la fecha.

## Clubes
| Club            | País     | Año       |
| --------------- | -------- | --------- |
| Deportivo Pasto | Colombia | 2006-2014 |

## Palmarés

### Campeonatos nacionales
| Título    | Club            | País     | Año  |
| --------- | --------------- | -------- | ---- |
| Primera B | Deportivo Pasto | Colombia | 2011 |